# Super Furry Animals
Super Furry Animals – brytyjska grupa rockowa, w swojej twórczości łącząca takie style jak punk, techno, rock progresywny, power pop.

## Historia
Grupa powstała w Cardiff w Walii w 1993. Pierwszy skład stanowili: Gruff Rhys (śpiew, gitara), Huw „Bunf” Bunford (gitara, wokal), Guto Pryce (gitara basowa), Cian Ciárán (instrumenty klawiszowe), and Dafydd Ieuan (perkusja). Wszyscy muzycy wcześniej już występowali w amatorskich zespołach rockowych. Do końca 1995 Super Furry Animals zdobyli sporą popularność na terenie Wielkiej Brytanii. Wiosną 1996 ukazały się dwa single: „Hometown Unicorn” i „God! Show Me Magic”, które odniosły umiarkowany sukces na listach przebojów. W czerwcu 1996 ukazał się debiutancki album „Fuzzy Logic”, który zdobył bardzo dobre recenzje i znalazł się w brytyjskim zestawieniu Top 40. Sukcesem okazały się kolejne albumy studyjne: „Radiator” (1997), „Guerrilla” (1999), „Mwng” (2000) i” Rings Around the World” (2001, gościnne udziały Paula McCartneya i Johna Cale’a). W 2005 grupa podpisała kontakt z wytwórnią Rough Trade, wydając albumy „Hey Venus” (2007) i „Dark Days/Light Years” (2009), po wydaniu którego zawiesiła działalność. Muzycy skupili się na swoich solowych karierach. Zespół reaktywował się w 2015 na serię koncertów, promujących wznowienie albumu „Mwng”. W 2016 opublikował piosenkę „Bing Bong”, będącą hymnem na Euro 2016. W kolejnych latach ukazywały się wznowienia starszych albumów oraz kompilacje.

## Dyskografia[2]
- Fuzzy Logic (1996)
- Radiator (1997)
- Guerrilla (1999)
- Mwng (2000)
- Rings Around the World (2001)
- Phantom Power (2003)
- Love Kraft (2005)
- Hey Venus! (2007)
- Dark Days/Light Years (2009)